# Gare d'Unity
La  gare d'Unity dans la ville d'Unity en Saskatchewan est desservie par Via Rail Canada. C'est une gare sans personnel. Il y a 3 trains par semaine, dans chaque direction.